# Incoerência quântica
Incoerência quântica é o termo usado para descrever a perda de coerência em um sistema quântico. Em mecânica quântica, a coerência refere-se à capacidade de um sistema estar em uma superposição de estados, onde diferentes estados quânticos podem interferir entre si de forma previsível. Quando um sistema perde essa propriedade, diz-se que ele experimenta incoerência.

## Causas
A incoerência quântica ocorre principalmente devido à interação do sistema quântico com o ambiente externo, um processo conhecido como decoerência quântica. A decoerência é responsável por degradar as propriedades quânticas de superposição e entrelaçamento quântico, fazendo com que o sistema se aproxime de um comportamento mais clássico, onde as características quânticas, como a interferência e a superposição, desaparecem.

## Descrição matemática
Matematicamente, a incoerência quântica pode ser descrita pela evolução temporal da matriz densidade ({\displaystyle \rho }) do sistema. Para um estado quântico puro, a matriz densidade é representada como:
{\displaystyle \rho =|\psi \rangle \langle \psi |}
onde {\displaystyle |\psi \rangle } é o vetor de estado do sistema.
Quando o sistema interage com o ambiente, ele evolui para um estado misto, que pode ser modelado pela equação de Lindblad. Esta equação descreve a evolução temporal da matriz densidade em sistemas abertos (sistemas que interagem com seu ambiente), e é dada por:
{\displaystyle {\frac {d\rho (t)}{dt}}=-{\frac {i}{\hbar }}[H,\rho (t)]+\sum _{k}\left(L_{k}\rho (t)L_{k}^{\dagger }-{\frac {1}{2}}\left\{L_{k}^{\dagger }L_{k},\rho (t)\right\}\right)}
Nesta equação:
- {\displaystyle H} é o Hamiltoniano do sistema, representando sua energia total.
- {\displaystyle L_{k}} são os operadores de Lindblad, que modelam os efeitos dissipativos do ambiente no sistema.[2]
- O termo {\displaystyle {\frac {i}{\hbar }}[H,\rho (t)]} descreve a evolução unitária (reversível) do sistema.
- O segundo termo, envolvendo os operadores de Lindblad, captura a dissipação e a perda de coerência, indicando como o sistema perde suas características quânticas ao longo do tempo.

Com o passar do tempo, a decoerência faz com que os elementos fora da diagonal da matriz densidade diminuam, refletindo a perda de coerência quântica. Isso leva à transição do sistema de um estado de superposição quântica para um estado clássico, onde as propriedades quânticas não são mais observáveis.

## Importância
A compreensão da incoerência quântica é fundamental para explicar por que os fenômenos quânticos são raramente observados em sistemas macroscópicos e como o mundo clássico emerge da natureza quântica subjacente do universo.